# Placeta des Sabater
La Placeta des Sabater es troba a la ciutat de Llucmajor. És una placeta triangular situada a mig camí entre el Passeig Jaume III i la plaça d'Espanya. Popularment també es coneix com es Jardinet. Antigament també es deia plaça de cas Frares o de s'Abeurador Rodona.
Al centre de la plaça hi ha un monument dedicat als sabaters i d'aquí agafa el seu nom. Aquest ofici ocupà a molts d'habitants de Llucmajor durant la primera meitat del segle xx.
Per a retre homenatge a tots aquells pioners de la indústria del calçat, l'any 1963, l'Ajuntament va aprovar, per unanimitat i essent batle Mateu Monserrat Calafat, alçar un monument als sabaters. El monument és de marès de Santanyí i va ser encomanat a l'escultor Tomàs Vila. Representa diferents escenes de l'ofici de sabater.
Altres elements de la plaça:
- Al vèrtex nord hi ha un abeurador pel bestiar. Té forma circular i per aquest motiu és conegut com a s'Abeurador Rodona.
- A un costat de la plaça es troba l'antic Hotel Espanya.